# Шарль де Роган-Субіз
Шарль де Роган-Субіз (фр. Charles de Rohan-Soubise; 16 липня 1715 — 1 липня 1787) — військовий та державний діяч Французького королівства, маршал Франції.

## Життєпис

### Молоді роки
Походив зі знатного французького роду Роганів. Син Жюля де Рогана, принца Субіза, лейтенанта-капітана жандармів караульної варти, та Анни-Аделаїди де Мелун. Народився 1715 року у Версалі. У 1724 році його батьки померли від віспи. Успадкував титул принца Субіза. Невдовзі помер його вуйко, від якого успадкував титул герцога де Жуайєза і графа Сен-Поль.
Опіку над Шарлем отримав його дід Еркюль-Меріадек де Роган. Невдовзі завдяки останньому опинився при королівському дворі, де затоваришував з молодим монархом Людовиком XV. 1727 року після смерті своєї бабусі Анни-Женев'єви де Леві успадкував герцогство Вентадур та сеньйорію Віньї.

### Початкова кар'єра
1734 року зараховано до мушкетерів. Також одружився з представницею впливового роду де Ла Тур. Водночас отримав від діда посаду губернатора Шампані, яку було підтверджено 1741 року. Вже 1735 року стає капітаном. 1739 року дружина помирає під час пологів. 1740 року принцу Субізу надано чин бригадира. 1741 року одружився вдруге — з представницею Савойського дому.
У 1744—1748 роках був ад'ютантом короля Людовика XV під час Війни за австрійську спадщину. Звитяжив у битві при Фонтенуа 1745 року. Цього ж року помирає друга дружина, невдовзі Субіз одружився втретє. Після закінчення війни отримав звання табірного маршала. Водночас не забував про розширення володінь, отримавши 1749 року сеньйорії сеньйори Роберваль, Руї та Сен-Жермен.
1751 року призначено генерал-губернатором Фландрії і Ено, великим байльї Лілля. Підтримував діяльність маркізи де Помпадур, яка в свою чергу забезпечувала Субіза прихильністю короля. 1755 року Роган-Субіз стає державним міністром.

### Маршал
З початком Семирічної війни у 1757 році командував 24-тисячним корпусом, на чолі якого зайняв Везель, Клеве і Гельдерн. Потім з'єднався з імперською армією під керівництвом принца Йосипа Фрідріха Саксен-Гільдбурггаузена для спільного ведення війни в Саксонії з метою її звільнення від прусаків.
У вересні 1757 року ледь не потрапив в полон під час несподіваного нальоту прусських гусарів під орудою Фрідріха фон Зейдліца до дому, де він обідав. В останню хвилину йому вдалося втекти. Невдовзі внаслідок неузгодженості з принцом Саксен-Гільдбурггаузеном зазнав важкої поразки в битві при Росбасі. В цей час його дружина Вікторія за наказом короля була заарештована в Турне, нібито за те, що вкрала у чоловіка коштовності вартістю 900 тис. ліврів, щоб втекти з коханцем де Лаваль-Монморансі.
Незважаючи на це, був залишений одним з командувачів французького війська в Німеччині. 1758 році спільно з Віктором-Франсуа де Брольї переміг у битві при Лутербергу, завдяки чому вдалося зайняти Гессен-Кассель. За цей успіх призначено маршалом Франції, а також стає очільником Рейнської армії.
1759 року доручено було формувати військовий табір у Булоні з подальшим десантуванням у Великій Британії за підтримки Брестської та Туланської ескадр. Втім наступ англійців і пруссаків в Вестфалії, а також поразки французького флоту зірвали цей план. 1761 року у битві біля Фелінггаузена маршал Субіз зазнав поразки від Фердинанда Брауншвейзького, але в невдачі звинуватив де Брольї, якого відсторонили від посад. Втім уже 1762 року Субіз спільно з маршалом д'Естре зазнав нової поразки — біля Вільгельмшталі, що призвело до остаточного перелому в Семирічній війні на користь Пруссії та Великої Британії в Німеччині.

### Подальша діяльність
Після смерті маркізи де Помпадур 1764 року зберіг прихильність короля. Становище при дворі принца Роган-Субіза ще більше зміцнилася завдяки тому, що затоваришував з новою королівською фавориткою мадам дю Баррі.
1774 року новий король Людовик XVI підтвердив посаду державного міністра для Шарля де Роган-Субіза. У 1786 році після низки скандалів залишив двір, перебравшись до замку Роберваль. Помер 1787 року в Парижі внаслідок апоплексії.

## Культурна діяльність
Шарль де Роган-Субіз був відомий як бібліофіл і меломан. Він листувався з Вольтером. Наказав встановити перший музичний кіоск в садах паризького замку Муетт.
Оскільки він був гурманом, то тримав вишукану кухню, де працювали кухарі високого ґатунку. На честь Субіза названо соус та суп (вишуканий варіант цибулевого супу).

## Родина
1.Дружина — Анна Марія Луїза, донька Еммануеля Теодоса де Ла Турнь д'Овернь, герцога Буйон.
Діти:
- Шарлотта Єлизавета Готфріда (1737—1760), дружина Людовика-Жозефа де Бурбон-Конде
- син (1739)

2. Дружина — Анна Тереза, донька принца Віктора Амадея I Савойського-Карін'ян.
Діти:
- Вікторія (1743—1807), дружина Генріха-Луї де Рогана-Гемене, великого камергера Франції
- донька (1745)

3. Дружина —Вікторія, донька принца Йозефа Гессен-Ротенбурга.
Дітей не було.
1 бастард